# Ironman Award
Der Ironman Award war eine Eishockeytrophäe der International Hockey League. Die Trophäe wurde ab der Saison 1988/89 bis zur Auflösung der Liga 2001 jährlich an denjenigen Spieler vergeben, der in der jeweiligen Saison alle Spiele seiner Mannschaft absolvierte und mit seinen Leistungen zum Erfolg der Mannschaft beitrug.

## Gewinner der Auszeichnung
| Jahr    | Gewinner          | Team                  |
| ------- | ----------------- | --------------------- |
| 2000/01 | Brian Chapman     | Manitoba Moose        |
| 1999/00 | Steve Maltais     | Chicago Wolves        |
| 1998/99 | Stan Drulia       | Detroit Vipers        |
| 1997/98 | Doug Ast          | Long Beach Ice Dogs   |
| 1996/97 | Brad Werenka      | Indianapolis Ice      |
| 1995/96 | Sergejs Žoltoks   | Las Vegas Thunder     |
| 1994/95 | Jean-Marc Richard | Las Vegas Thunder     |
| 1993/94 | Colin Chin        | Fort Wayne Komets     |
| 1992/93 | Dave Michayluk    | Cleveland Lumberjacks |
| 1991/92 | Dave Michayluk    | Muskegon Lumberjacks  |
| 1990/91 | Jim Johannson     | Indianapolis Ice      |
| 1989/90 | Bob Lakso         | Fort Wayne Komets     |
| 1988/89 | Michel Mongeau    | Flint Spirits         |